# بيدرو والنقيب
بيدرو والنقيب هي مسرحية عن نص الكاتب الأوروجوياني ماريو بينيديتي. من إنتاج مسرح نعم في الخليل عام 2019، ومن بطولة الفنانيين رائد الشيوخى ومحمد الطيطى، بتقنيات تنفيذية من همام عمرو، إدارة محمد عيسى، تصميم وإخراج إيهاب زاهدة. نالت المسرحية الجائزة الذهبية لأفضل عمل متكامل بمهرجان المسرح الحر بالأردن في دورته 19، دورة الفنان الأردنى الراحل سمير خوالدة، للعام 2024.

## موضوع المسرحية
تستند المسرحية على رؤية فنية تهدف إلى فهم العمليات النفسية والأيديولوجية داخل الإنسان، وتعد المسرحية استكشافًا عميقًا للأسئلة الأخلاقية والفلسفية التي تواجه الإنسان في المواقف الصعبة. وتعالج تساؤلات عميقة حول كيفية تحول الإنسان الطبيعي إلى جلاد. المسرحية لا تقدم مواجهة بين وحش وقديس، بل بين رجلين، كل منهما يتمتع بنقاط ضعف ومقاومة، وتركز على الفروق الأيديولوجية بينهما، والتي تعتبر المفتاح لفهم الفروقات الأخرى المتعلقة بالأخلاق والنفسية والحساسية تجاه الألم الإنساني، والشجاعة والجبن، والقدرة على التضحية، وكذلك الخيانة والوفاء.

## الأهمية الثقافية
تمثل مسرحية بيدرو والنقيب جزءًا مهمًا من الأدب المسرحي اللاتيني، وتسلط الضوء على القضايا الإنسانية العالمية المتعلقة بالسلطة، والأخلاق، والتضحية، والخيانة. وتعكس تجارب شخصية وفلسفية قد يجدها الجمهور مألوفة في مختلف الثقافات، مما يضيف إلى قيمتها الفنية والثقافية.